# Sado (Benin)
Sado è un arrondissement del Benin situato nella città di Avrankou (dipartimento di Ouémé) con 6 110 abitanti (dato 2006).